# آراف‌ای رجنت (ای۴۸۶)
آراف‌ای رجنت (ای۴۸۶) (به انگلیسی: RFA Regent (A486)) یک کشتی بود که طول آن ۱۹۵٫۱ متر (۶۴۰ فوت ۱ اینچ) بود. این کشتی در سال ۱۹۶۶ ساخته شد.